# Averbergen
Averbergen was een havezate in het Nederlandse dorp Olst, provincie Overijssel. Het eerste adellijke huis is waarschijnlijk in de 15e of 16e eeuw gebouwd. In de jaren 1680-1681 werd een nieuw huis opgetrokken dat uiteindelijk in 1969 moest wijken voor een bejaardentehuis.

## Geschiedenis
Het stift Essen had al sinds 873 in Olst diverse bezittingen. Rond 1300 ging het om zes boerderijen rond de dorpskerk, waarvan twee bekend stonden als de erven Berghe Johans Gud – genoemd naar Johannes ten Berghe - en Voerde.
Begin 15e eeuw hield de edelman Johan Cleynezadel de twee erven in leen van het stift. Nadat Johan en zijn vrouw Wobbe waren overleden, werd dochter Mechteld in 1433 met de erven beleend. Zij was getrouwd met Floris Freys. Hun zoon Evert erfde in 1453 Voerde en Johans guet ten Berge. Via vererving kwamen de erven in handen van de familie Sticke en in 1507 de familie Van Voorst.

### Van Voorst
Johan van Voorst werd in 1520 in de landdag verschreven, hetgeen er op wijst dat op de erve Berghe reeds een adellijk huis moet hebben gestaan. Dit huis is wellicht begin 16e eeuw gebouwd, maar kan ook al uit de 15e eeuw dateren. In 1566 werd Derk van Voorst door het stift Essen beleend met het huis, dat toen voor het eerst Averbergen werd genoemd. Hij was al sinds 1541 als riddermatige toegelaten tot de landdag, maar dan vanwege de havezate Hagenvoorde.
In 1610 werd de minderjarige Christoffel van Voorst met Averbergen beleend, maar pas in 1641 kon hij over het huis beschikken. In dat jaar werd hij tevens toegelaten tot de ridderschap van Overijssel. In 1644 kocht Christoffel de naastgelegen havezate De Pol en voegde dit bij Averbergen.
Christoffels zoon Derk Helmich werd in 1679 meerderjarig en kreeg toen Averbergen. De oude erve Voerde werd nu afgesplitst. De familie woonde overigens niet meer op het huis, maar verbleef in Zwolle en Deventer. In de jaren 1680-1681 bouwde de familie wel een nieuw herenhuis op Averbergen.
Derks zoon Hendrik Casimir erfde in 1721 Averbergen. Hendrik was in 1701 al op 10-jarige leeftijd benoemd tot landrentmeester van Salland en werd in 1716 vanwege Averbergen toegelaten tot de landdag. Hij bewoonde de havezate met zijn vrouw Ida Charlotte en hun acht kinderen.
Al sinds eind 17e eeuw was de havezate met schulden belast geraakt. Toen Derk Ernst van Voorst – zoon van Hendrik Casimir - in 1763 met Averbergen werd beleend, bleek het goed onder een zware schuldenlast te zuchten. In 1769 volgde nog eens een bezwaring van 30.000 gulden. In 1786 kwam Averbergen in bezit van zijn broer Frans Casimir en na diens dood in 1805 bij zijn broer Marius.
De familie Van Voorst ging gebukt onder de schuldenlast en er werden enkele vruchteloze pogingen gedaan om de havezate te verkopen. 

### Verkoop
In 1814 wist de familie Van Voorst de havezate te verkopen aan de toenmalige bewoner en huurder Johannes Hartgers. Hij hield het huis zes jaar in bezit en verkocht het toen weer door.
Hans Christoffer Thomassen à Thuessink kocht in 1827 de havezate. Zijn dochter Reineira overleed op Averbergen in 1887 en de havezate werd hierna publiekelijk verkocht. De nieuwe eigenaar was de landbouwer Gerrit Bussemaker.
In 1917 werd Averbergen opnieuw geveild. Jan Willem Wichers Beskers kocht de havezate aan en vestigde er zijn houthandel. De vijvers gebruikte hij voor het hout. Hij liet het huis in 1946 na aan zijn zoon Johan.

### Bejaardentehuis
Johan Beskers verkocht Averbergen in 1966 verkocht aan de stichting Hervormde Bejaardenverzorging Olst. De havezate werd door deze stichting afgebroken en in 1969 verrees op het terrein het nieuwe bejaardentehuis Averbergen. Dit tehuis werd begin 21 eeuw door nieuwbouw vervangen, waarvoor in 2002 archeologisch onderzoek plaatsvond.

## Beschrijving
Het oudste adellijke huis is begin 16e eeuw of mogelijk al in de 15e gebouwd. Dit huis was opgetrokken in baksteen.
In 1680-1681 werd elders op het terrein een nieuw herenhuis gebouwd van twee verdiepingen hoog. Tegen de zuidwestzijde van het huis stond een L-vormige aanbouw van één verdieping, bestaande uit drie vleugels: twee lagen parallel aan elkaar in het verlengde van het hoofdgebouw, de derde vleugel stond haaks op het complex. De voorste parallelle vleugel zal eveneens uit de 17e eeuw dateren, de achterste uit de 18e eeuw. In de 18e eeuw werden het hoofdhuis en beide vleugels witgepleisterd. De haakse vleugel diende als schuur en is toegevoegd tussen 1840 en 1860, tegelijk met een verbouwing van de rest van het huis.
Een kaart uit 1781 toont een omvangrijk complex tussen de dorpskern van Olst en de Zandwetering, met de havezate te midden van een symmetrische tuinaanleg. Rondom en over het terrein waren beboomde lanen aangelegd.
In 1810 sprak de verkoopadvertentie van een herenhuis, tuinmanswoning, koetshuis en stalling. Rondom lagen tuinen, vijvers en boomgaarden, weilanden, bos en twee katersteden. Ook gaf de havezate het recht op een stoel in de dorpskerk van Olst.
De havezate werd in de 19e eeuw verder aangepast. De tuinaanleg werd veranderd en delen van de grond werden afgesplitst. Ook verscheen er enige bebouwing aan de zuidzijde. In 1866 werd door de westzijde van het terrein de spoorlijn Zwolle-Deventer aangelegd.
Ahnem · Den Alerdinck · Arendshorst · Arkelstein · Averbergen · Beerze · Den Berg · Bergentheim · Blankena · Borgele · Boskamp · Boxbergen · Bredenhorst · Buckhorst · Campherbeek · Collendoorn · Den Dam · Dieze · Dingshof · Den Doorn · Hof te Dorth · Eerde · Egede · De Gelder · Gerner · Glinthuis · Gramsbergen · De Groote Scheere · De Grote Weede · De Haere · Haerst · Hagenvoorde · Heemse · Herxen · Hoenlo · Hofstede · 't Hogeholt · Hogenhof · 't Hoogehuis · Junne · Kranenburg · Krijtenberg · De Kuile · Het Laar · Langeveldslo · Leemcule · Luttenberg · Melenhorst · Mennigjeshave · Nijenhuis · Oosterveen · Den Ordel · De Pol · Pothof · Rande · Rechteren · Het Reelaer · Rhaan · Rollecate · Rutenberg · Schoonheten · Schuilenburg · Vechterweerd · Velner · Venebrugge · Verborg · Voorst · Vrieswijk · Werkeren · Westerveld · Windesheim · Wittenstein · Wolfshagen · Zuthem
Den Aalshorst · Den Alerdinck · Huis Almelo · Arkelstein · Averbergen · Azoelen · Backenhagen · Bellinckhof · Den Berg · Huis Bergentheim · Beugelskamp · Beverfeurde · Blankena · Hof te Boekelo · Borgbeuningen · Havezate Boskamp · Boxbergen · Havezate Brecklenkamp · Bredenhorst · Buckhorst · Campherbeek · Colckhof · Den Dam · Huis Diepenheim · Dingshof · Dubbelink · Kasteel Eerde · Egede · Havezate Elsen · Everlo · Landgoed Frieswijk · Glinthuis · Goor · Huis Gramsbergen · Grimberg · Grotenhuis · De Haere · Haerst · Hagmeule · Slot Hardenberg · Huis Heeckeren · Huis Hengelo · Herxen · Hofstede · Hogenhof · Hoikink · Hondeborg · Katenhorst · Kevelham · Kranenburg · De Kuile · Het Laar · Leemcule · Luttenberg · Mataram · Mennigjeshave · Nijenhuis (Diepenheim) · Nijenhuis (Olst-Wijhe) · Oldemeule · Olidam · Oosterhof · Huis te Ootmarsum · Den Ordel · Pekkedam · Pothof · Rande · Kasteel Rechteren · Het Reelaer · Rhaan · Rutenberg · Huis Saasveld · Scherpenzeel · Havezate Schoonheten · Havezate Schuilenburg · Singraven · Stoevelaar · Kasteel Toutenburg · Twickel · Vechterweerd · Venebrugge · Kasteel Voorst · Warmelo · Wegdam · Weldam · Weleveld · Huis Werkeren · Westerflier · Westerveld · Wittenstein · Zuthem